# ده جمال
ده جمال، روستایی از توابع بخش اسفیچ شهرستان بهاباد در استان یزد ایران است.این روستا از خوش اب وهوا‌ترین روستاهای کشور است و از جاذبه‌های گردشگری استان یزد می‌باشد .شغل اغلب مردم این روستای زیبا کشاورزی و دامپروری است.محصول زعفران روستای دهجمال شهرت جهانی دارد و مرغوب‌ترین زعفران ایران در این روستا تولید می‌شود.هم اکنون حاج عباس عسکری،حاج حسن ملکی،غلام برخورداری اعضای شورای اسلامی روستا می‌باشندعلی ملکی هم دهیار روستای دهجمال می‌باشد .از مشاهیر این روستا، حجت الاسلام و المسلمین دکتر محمد حسن دهقان ده جمالی استاد حوزه و دانشگاه است. 
از مهم‌ترین مسائل و مشکلات روستای دهجمال کمبود اب اشامیدنی میباشد که دلیل ان خشک شدن قنات قائم اباد می‌باشد .قنات قائم اباد قدمت 200 ساله دارد و از پر اب‌ترین قنات‌های منطقه بهاباد در سالیان پیشین بود که بر اثر حفر چاه‌های عمیق و پر تعداد در منطقه بهاباد در سالیان اخیر خشک شده‌است.

## جمعیت
این روستا از توابع بخش اسفیچ می‌باشد و براساس سرشماری مرکز آمار ایران در سال ۱۳۸۵، جمعیت آن ۴۰۰ نفر (۶۶خانوار) بوده‌است.